# Gifford, Florida
Gifford är en ort (CDP) i Indian River County, i delstaten Florida, USA. Enligt United States Census Bureau har orten en folkmängd på 9 590 invånare (2010) och en landarea på 17,7 km².